# Artova
Artova ist eine Stadt und Hauptort des gleichnamigen Landkreises (İlçe) in der türkischen Provinz Tokat. Die Stadt liegt etwa 32 Kilometer südwestlich der Provinzhauptstadt Tokat. Die Kreisstadt wurde laut Stadtsiegel 1944 zu einer Gemeinde (Belediye) erhoben.
Der Landkreis liegt im Südwesten der Provinz. Er grenzt im Süden an den Kreis Yeşilyurt, im Südwesten an den Kreis Sulusaray, im Westen an den Kreis Zile, im Norden an den Kreis Pazar und im Osten an den zentralen Landkreis. Die Kreisstadt ist über Landstraßen mit Yeşilyurt und Sulusaray im Südwesten und mit der Provinzhauptstadt im Nordosten verbunden, wobei nordöstlich der Pass Horonbeli Geçidi (1260 Meter) überquert wird. Artova liegt an der Eisenbahnstrecke von Samsun nach Kayseri und besitzt einen Bahnhof.
Durch die Stadt und den Kreis fließt von Norden nach Süden der Karasu Deresi, ein Nebenfluss des Çekerek Çayı. Im Landkreis liegen mehrere kleine Seen. Durch den Norden des Bezirks zieht sich ein Teil des Gebirgszuges Deveci Dağları.
Der Kreis wurde 1921 gebildet und hatte zur ersten Volkszählung nach der Eigenständigkeit (1927) eine Einwohnerschaft von 21.991 (in 74 Ortschaften auf 1.285 km² Fläche), davon 563 Einwohner im Verwaltungssitz Artik-Ova (damalige, an das französisch angelehnte Schreibweise). Acht Jahre später zählte man bereits 27.676 bzw. 736 Einwohner.
Ende 2020 besteht der Kreis neben der Kreisstadt (4.134 Einw.) aus 26 Dörfern (Köy) mit durchschnittlich 154 Bewohnern. Die Palette der Einwohnerzahlen reicht von 393 (Yukarıgüçlü) bis 22 (Gazipınarı). Elf Dörfer haben mehr Bewohner als der Durchschnitt, zehn weniger als 100 Einwohner. Die Dörfer Çelikli (bis 2012 eine Belediye) und İğdir wurden 2018 in die Kreisstadt eingegliedert und zu deren Stadtvierteln (Mahalles). Mit 18,3 Einw. je km² beträgt die Bevölkerungsdichte mehr als ein Drittel des Provinzwertes (59,5). Der urbane Bevölkerungsanteil beträgt 50,84 Prozent und ist der niedrigste in der Provinz Tokat.

## Persönlichkeiten
- Muzaffer İlhan Erdost (1932–2020), türkischer Schriftsteller, Verleger und Publizist